# Mabel Stark

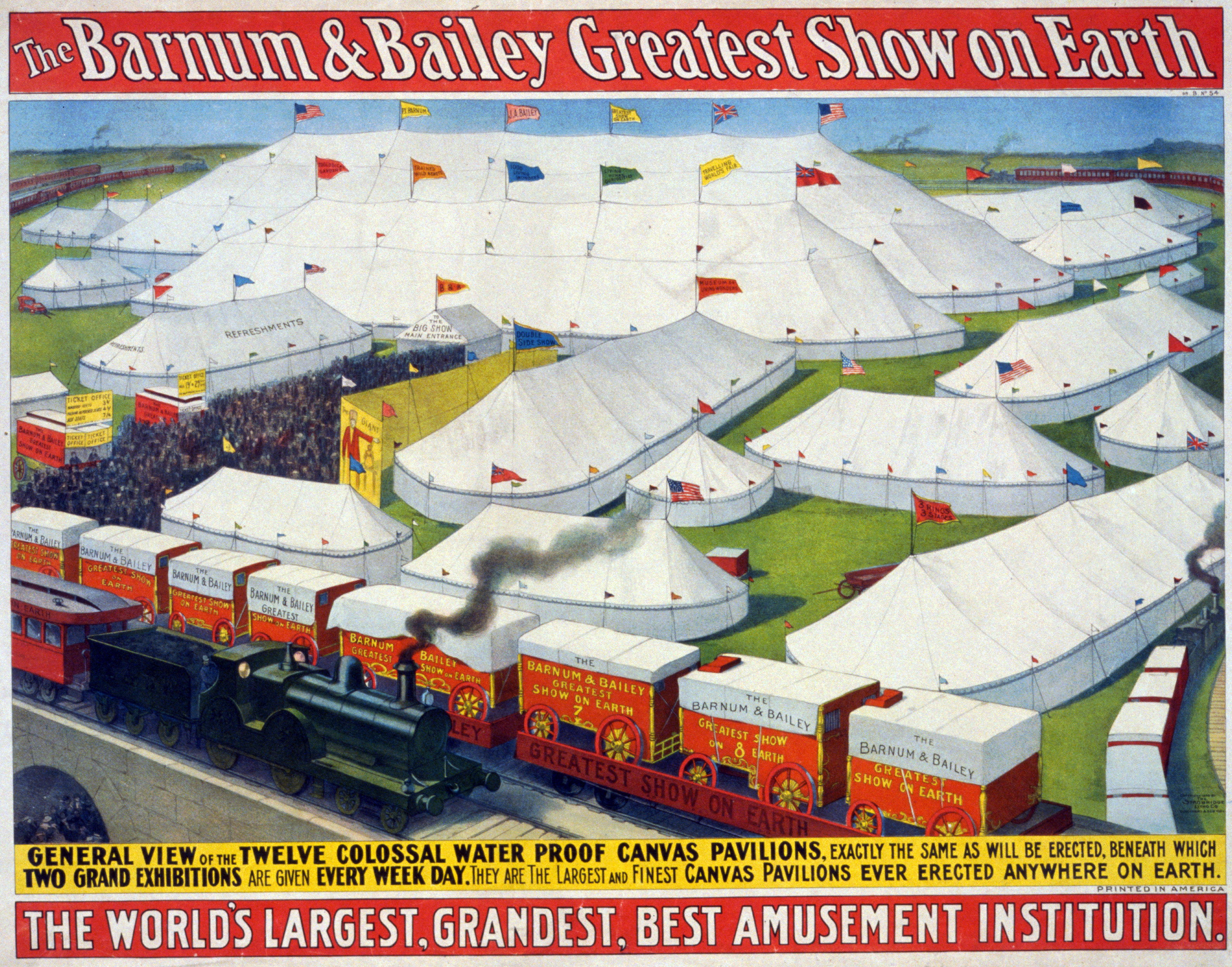
Affisch för Barnum & Bailey Circus där Stark började 1922

Mabel Stark (född Mary Haynie), född 9 december 1889  i Princeton Kentucky (möjligen Tennessee), död 20 april 1968 i Thousand Oaks Kalifornien, var en berömd amerikansk cirkusartist och djurtämjare i mitten på 1900-talet.

## Biografi
Starks började vid sjuksköterskeskolan i Louisville och arbetade sedan vid St. Mary's Hospital. Där kom hon i kontakt med cirkuslivet och kort därefter lämnade hon staden. Kring 1911 började hon vid "Al G. Barnes Circus" i Culver City där hon började jobba som konstryttare. Senare började hon träna rovdjur och specialiserade sig sedan på tigrar. Kring 1916 hade hon ett eget tigernummer. I februari skadades hon allvarligt under en lejonattack.
1922 började hon vid "Ringling Brothers and Barnum & Bailey Circus" där hon höll föreställningar med tigrar och pantrar, mellan 1925 och 1928 turnerade hon i Europa. Kring 1928 flyttade hon sedan tíll "John Robinson Circus", samma år blev hon skadad igen. 1929 började hon vid "Sells-Floto Circus" men återvände till Al G. Barnes Circus 1930, 1933 skadades hon igen.
Kring 1938 omfattade hennes föreställning 21 lejon och tigrar. Samma år flyttade hon till Thousand Oaks där hon började på sina memoarer, boken Hold That Tiger kom ut 1938. Här uppträdde hon vid djurparken Jungleland under vintersäsongerna, 1957 utnämndes hon till hedersborgmästare i staden.
Åren 1953-1956 gjorde hon en turné i Japan. Sammanlagd skadades hon mer än 15 gånger under sin karriär.
Stark blev en berömd person och vid sidan om cirkusen framträdde hon även i radio (What's My Line?) och tv samt spelade in flera filmer (debut som stunt för Mae West i I'm No Angel / Jag är ingen ängel premiär 1933).
Stark var gift 4 (möjligen 5) gånger under sitt liv.
Stark dog 1968 i Thousand Oaks efter en överdosering av läkemedel, hennes gravplats finns inte dokumenterat.